# سينما البالاس
سينما البالاس أو قديما قصر روسيني (Rossini Palace) هو مبنى تونسي يقع في شارع الحبيب بورقيبة في قلب تونس العاصمة، يشغل حاليا وظيفة قاعة سينما.

## تاريخه
تم تدشينه في 12 مارس 1903 كمسرح للجالية الإيطالية بتونس، قبل أن يتحول إثر بيعه في سنة 1923 إلى متجر لبيع الأثاث، ثم لاحقاً لقاعة سينما.

قامت جمعية صيانة مدينة تونس بترميم واجهة المبنى في إطار عملية تزيين لشارع الحبيب بورقيبة في سنة 2002.